# Óscar Rico
Oscar Rico Lomas (Elche, España, 5 de diciembre de 1985) es un futbolista español que juega como interior izquierdo en el Club de Fútbol Intercity del Grupo VI de la Tercera División.

## Inicios
Rico empezó en el fútbol por diversión, su primer equipo fue el de su ciudad natal: el Kelme CF en Elche. Después probó suerte en el Atlético de Madrid, pero le llamaron del Levante UD para hacer una prueba, y entre doscientos chavales, él fue uno de los dos agraciados. Gracias a esta oportunidad, comenzó a centrarse en este deporte a un nivel más exigente y logró pasar por todas las categorías del equipo levantino.

## Trayectoria
Su debut como futbolista profesional fue en el Levante UD, donde estuvo tres temporadas. Luego fue fichó por el CD Logroñés, equipo en el que estuvo apenas una temporada. Lo mismo haría en la temporada siguiente en la UD Almansa. Volvería después al club que le dio la vida en esto del fútbol: el Levante B, en el que también jugó una temporada y media, pues en el mercado de invierno de la 2006/2007 se marchó al FC Cartagena. La temporada siguiente jugó en el Lorca Deportiva CF.
En el año 2008 fichó por la Cultural y Deportiva Leonesa, club con el que disputa la promoción de ascenso a Segunda División con Álvaro Cervera como entrenador. Finaliza la campaña con 35 partidos disputados y 3 goles marcados.
En el año 2009 ficha por el Deportivo Alavés. Su primera temporada, la 2009/2010, disputa un total de 33 partidos, marcando 4 goles. A nivel colectivo finaliza en 5º lugar con su equipo, lo que no les da derecho a disputar las eliminatorias de ascenso.
La temporada 2010/2011, completa una gran temporada con el Alavés, finalizando con 29 partidos disputados y 1 gol. A nivel colectivo finaliza 3º, en puestos de ascenso a Segunda División. Dicho objetivo no se cumple al perder la segunda eliminatoria frente al CD Lugo. En la primera habían superado a la UD Melilla.
La temporada 2011/2012 la disputa en el Orihuela CF disputando un total de 37 partidos y marcando 7 goles. Disputa la eliminatoria por el ascenso a Segunda División, perdiendo las opciones en la primera eliminatoria frente al Albacete Balompié.
Para la temporada 2012/2013 se compromete a jugar con el FC Cartagena, club recién descendido de la Segunda División y que competirá en Segunda División B dicha temporada. Su fichaje por el conjunto cartagenero supondrá su vuelta al club, puesto que ya formó parte del equipo en el año 2007. Con el conjunto albinegro, termina la liga regular como subcampeón de grupo y disputa las eliminatorias de ascenso a Segunda División. Disputó 36 partidos (35 de Liga y 1 de Copa) y ha marcado 4 goles. Además, su rendimiento es clave dentro del conjunto departamental gracias a sus 18 pases de gol. Es un centrocampista de mucho empuje y con potencia en el área adversaria, jugando por ambas bandas.
En junio de 2013 firma con el CD Tenerife, recién ascendido, para debutar por primera vez en la Liga Adelante. Tras transcurrir la primera vuelta con el conjunto chicharrero, éste queda desvinculado del club, quedando libre. 
El día 21 de enero, el jugador se desvincula del CD Tenerife y, una semana después, firma un contrato por lo que queda de temporada y opción a otra si el club mantiene la categoría con el Real Jaén CF. Finalmente no consigue la permanencia y en julio de 2014 ficha por el UE Llagostera, recién ascendido a Segunda División A, por una temporada con opción a otra si el club mantiene la categoría.
De las primeras 11 jornadas disputadas, es titular en 9 de ellas, pero una lesión le apartó de las alineaciones 3 meses, fecha que coincide con el mercado invernal y deja de pertenecer al Llagostera para recalar en el Reus.
El 30 de enero de 2015 se desvincula del Llagostera y firma lo que resta de temporada y otra más con su actual club, El Reus Deportiu, Oscar Rico encaja a la perfección en el equipo jugando todos los partidos disponibles de titular con un papel determinante, consiguiendo que el Reus haga historia con su clasificación para los play off de ascenso a 2a y ascendiendo a la categoría de plata en la eliminatoria de ascenso de campeones, ganando 0-3 al Racing de Santander en el partido de ida y 1-0 en el partido de vuelta.
El 10 de junio de 2016 se anuncia su fichaje por tercera vez por el FC Cartagena para la temporada 2016/2017. En el mercado de invierno ficha por el AD Mérida.
Durante la temporada 2018-19 jugaría en las filas del Fútbol Club Jumilla del Grupo IV de la Segunda División B, con el que no podría mantener la categoría.
En verano de 2019, firma con el Club de Fútbol Intercity del Grupo VI de la Tercera División valenciana. El 17 de diciembre de 2019, el Club de Fútbol Intercity se enfrentaría en el Polideportivo Municipal (Sant Joan de Alicante) en la Copa del Rey al Athletic Club de Bilbao, un encuentro que acabaría por cero goles a tres y en el Óscar jugaría los 90 minutos del encuentro.

## Clubes
| Club                     | País   | Temporada       |
| ------------------------ | ------ | --------------- |
| Levante UD B             | España | 2001-2003       |
| CD Logroñés              | España | 2004-2005       |
| UD Almansa               | España | 2004-2005       |
| Levante UD B             | España | 2005-2006       |
| FC Cartagena             | España | 2007            |
| Lorca Deportiva CF       | España | 2007-2008       |
| Cultural Leonesa         | España | 2008-2009       |
| Deportivo Alavés         | España | 2009-2011       |
| Orihuela CF              | España | 2011-2012       |
| FC Cartagena             | España | 2012-2013       |
| CD Tenerife              | España | 2013-2014       |
| Real Jaén CF             | España | 2013-2014       |
| UE Llagostera            | España | 2014            |
| Reus Deportiu            | España | 2015-2016       |
| FC Cartagena             | España | 2016            |
| AD Mérida                | España | 2017            |
| Fútbol Club Jumilla      | España | 2018-2019       |
| Club de Fútbol Intercity | España | 2019-Actualidad |